# Alexis Knapp
 (mai 2017).
Si vous disposez d'ouvrages ou d'articles de référence ou si vous connaissez des sites web de qualité traitant du thème abordé ici, merci de compléter l'article en donnant les références utiles à sa vérifiabilité et en les liant à la section « Notes et références ».
Pour les articles homonymes, voir Knapp.
Alexis Knapp est une actrice américaine, née le 31 juillet 1989 à Avonmore, en Pennsylvanie.

## Biographie
Alexis Knapp a travaillé comme mannequin avant de devenir actrice. Elle est notamment apparue dans Percy Jackson : Le Voleur de foudre et dans Thérapie de couples. En 2012, elle a joué dans Projet X, ainsi que dans la trilogie The Hit Girls.
En 2013, elle joue dans la série Ground Floor.

### Vie privée
Elle a eu une relation de quelques mois avec l'acteur Ryan Phillippe, puis ils se sont séparés. Quelque temps plus tard, elle apprend qu'elle est enceinte de ce dernier. Le 1er juillet 2011, Alexis Knapp donne naissance à une fille prénommée Kailani Merizalde. Ryan Phillippe était présent le jour de sa naissance.

## Filmographie
Sauf indication contraire, les informations mentionnées dans cette section peuvent être confirmées par la base de données cinématographiques IMDb,  présente dans la section « Liens externes ».

### Cinéma
- 2009 : Thérapie de couples (Couples Retreat) de Peter Billingsley : San Diego Dance Academy
- 2010 : Dommin: My Heart, Your Hands (court métrage) de Phil Mucci : New Lover
- 2010 : Percy Jackson : Le Voleur de foudre (Percy Jackson & the Olympians: The Lightning Thief) de Chris Columbus : une fille d'Aphrodite
- 2012 : Projet X de Nima Nourizadeh : Alexis
- 2012 : The Hit Girls (Pitch Perfect) de Jason Moore : Stacie
- 2012 : Mademoiselle Détective (So Undercover) de Tom Vaughan : Taylor
- 2013 : Bizarre Bracket Behavior (court métrage) de Tim Cairo et Shaye Ogbonna
- 2013 : Vampire University (Vamp U) de Matt Jespersen et Maclain Nelson : Samantha
- 2013 : Cavemen (en) de Herschel Faber : Kat
- 2014 : The Anomaly de Noel Clarke : Dana
- 2014 : Grace de Jeff Chan : Jessica
- 2015 : Pitch Perfect 2 de Elizabeth Banks : Stacie Conrad
- 2016 : The Duke (Urge) de Aaron Kaufman : Joey
- 2017 : Pitch Perfect 3 de Trish Sie : Stacie Conrad

### Télévision

#### Téléfilms
- 2012 : Like Father de Bill Lawrence : Dylan
- 2013 : Cinnamon Girl de Gavin O'Connor : Lola Jones
- 2013 : The Dorm de Rachel Talalay : Vivian

#### Séries télévisées
- 2010 : Look (en)
- 2013 : Les Griffin (Family Guy) : (saison 11, épisode 12) (voix)
- 2013 : Super Fun Night : Clamantha (saison 11, épisode 8)
- 2013-2014 : Ground Floor : Tori (10 épisodes)
- 2017 : Mon Prince de Noël